# フォルティスグループ
フォルティス・フィナンシャル・グループ(Fortis Financial Groep)はかつて存在したベルギー・オランダ系総合金融機関。ともにオランダの保険会社であるAMEV社とVSBグループ社が合併し誕生した。1998-1999年にスエズSA からベルギー総合会社を買収した。欧州を代表する金融グループであり、従業員は全体で80000人以上を擁し2007年度の銀行売り上げでINGグループに次ぐ第2位にランクインしていた。2010年に後述の通り各部門の事業改革がなされて、現在企業組織自体は清算済。

## 世界金融危機の影響
2003年から企業再編が起こっており、ベルギー総合会社の香港支店Generale Belgian Bank を中国工商銀行に売却していた。
そしてリーマン・ショック以降の世界金融危機により経営破綻が危ぶまれた。
2008年10月5日、ベルギーとルクセンブルクの事業およびアセットマネジメント部門は、株式交換によりBNPパリバが買収することとなった。
2008年10月14日、オランダ政府は銀行部門と保険部門を約168億ユーロで買収。共同で買収したABNアムロ銀行の資産も含まれており、これでフォルティス・オランダ事業は国有化されることとなった。
ベネルクス三国に国有化された後、残された保険部門などはFortis Holding となった。
2010年4月にFortis Holdingはアジアスに改称し保険部門が切り離され、Fortisの商標はBNPパリバに移った。
2010年7月にはFortisのオランダ部門とABNアムロ銀行が合併し、ABNアムロ銀行となりフォルティスグループは解消した。ユーロネクスト・ブリュッセルに上場していたが、その地位はアジアスが継承している。

## 主要部門

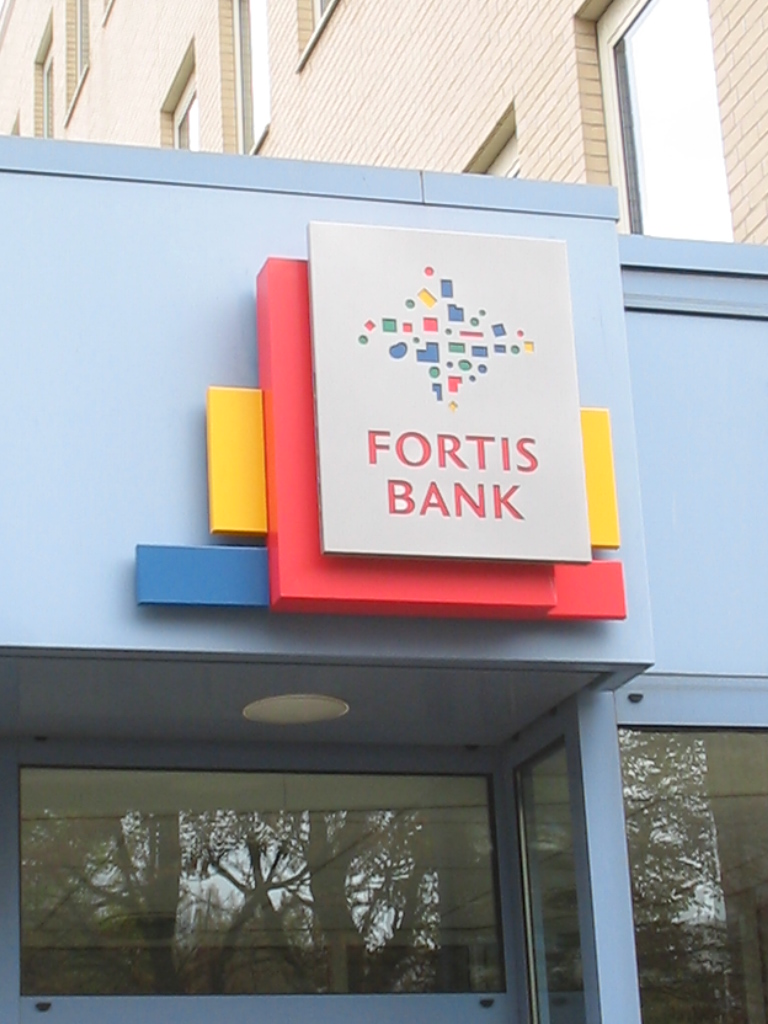
フォルティス銀行

- フォルティス銀行ベルギー(Fortis Bank Bel)→BNPパリバが買収
- フォルティス銀行ルクセンブルク(Fortis Bank Lux)→BNPパリバが買収
- フォルティス銀行オランダ(Fortis Bank Hol)→ABNアムロと合併
- フィマゲン
- フォルティス・インベストメンツ
- フォルティス・アセットマネジメント→BNPパリバが買収し、BNP Paribas Fortisとなっている